# Р-7
Р-7 (читается «Эр-семь», разг. «Семёрка»; индекс ГРАУ — 8К71) — двухступенчатая межконтинентальная баллистическая ракета (МБР) с отделяющейся головной частью массой 3 тонны и дальностью полёта 8 тыс. км. Первая успешно испытанная МБР в мире, 21 августа 1957 года доставившая груз на дальность около 6500 км. Крупнейшая тогда ракета в мире и вторая МБР, после американской SM-65D Atlas, на вооружении.
Модификация Р-7А (8К74) с увеличенной до 11 тыс. км дальностью состояла на вооружении РВСН СССР с 20 января 1960 по конец 1968 года. Обозначение НАТО — SS-6 Sapwood.
На основе МБР создано самое многочисленное в истории семейство ракет космического назначения, внёсших основополагающий вклад в освоение космоса: запущены многие спутники Земли, начиная с первого Спутника-1, и значительная часть космонавтов, начиная с первого космонавта Земли Ю. А. Гагарина, первые межпланетные исследовательские аппараты. Ныне это семейство называют ракетами среднего класса Союз.

## История разработки
Предварительные изыскания по созданию межконтинентальной баллистической ракеты начались в 1950 году: 4 декабря 1950 года Постановлением Совета Министров СССР была задана комплексная поисковая НИР по теме Н3 «Исследование перспектив создания РДД различных типов с дальностью полёта 5—10 тыс. км с массой боевой части 1—10 т».
К работе привлекались ОКБ-456 (В. П. Глушко), НИИ-885 (М. С. Рязанский, Н. А. Пилюгин), НИИ-3 (В. К. Шебанин), НИИ-4 (А. И. Соколов), ЦИАМ, ЦАГИ (А. А. Дородницын, В. В. Струминский), НИИ-6 (Воротов), НИИ-125 (Б. П. Жуков), НИИ-137 (В. А. Костров) и НИИ-504 (С. И. Карпов), НИИ-10 (В. И. Кузнецов) и НИИ-49 (Н. А. Чарин), математический институт им. А. Н. Стеклова (М. В. Келдыш), завод № 586 и др. При выполнении темы был исследован широкий круг проблемных, в то время, вопросов и намечены пути их решения, доказана принципиальная возможность создания составных баллистических ракет, работающих на компонентах топлива «жидкий кислород — керосин», с полезным грузом 3—5 т. Был проведён детальный выбор схемы ракеты, её оптимальных параметров, числа ступеней, начальной массы, тяги двигателей и других характеристик.
В 1953 году была осуществлена разработка эскизного проекта двухступенчатой баллистической ракеты дальнего действия массой до 170 т с отделяющейся головной частью массой 3 т на дальность 8 тыс. км. В 1954 году эскизный проект был закончен. Впервые в истории развития эскизного проектирования фирмы Сергея Павловича Королёва был создан том, получивший номер том № 14. Этот том был разработан под руководством Аркадия Ильича Осташева и посвящён организации испытаний ракеты.
В октябре 1953 года по указанию заместителя Председателя Совета Министров СССР В. А. Малышева масса головной части должна была быть увеличена до 5,5 т при сохранении дальности полёта, в связи с чем потребовалась серьёзная переработка проекта (так как с головной частью такой массы спроектированная ракета могла обеспечить дальность 5,5 тыс. км).
20 мая 1954 года было принято постановление ЦК КПСС и Совета Министров СССР о создании баллистической ракеты межконтинентальной дальности. Работы были поручены ОКБ-1. Возглавлявший это бюро С. П. Королёв получил широкие полномочия на привлечение не только специалистов различных отраслей промышленности, но и на использование необходимых материальных ресурсов. Для отработки тактико-технических характеристик МБР, запуска искусственных спутников земли, выполнения научно-исследовательских и экспериментальных работ по тематике ракетно-космической техники, начиная с февраля 1955 года, был создан Научно-исследовательский испытательный полигон № 5 Министерства Обороны СССР (НИИП № 5 МО СССР) в Казахстане в районе железнодорожной станции Тюра-Там (ныне космодром Байконур).
1 марта 1956 года было принято Постановление Президиума ЦК КПСС «О дальней ракете Р-7»:

Первый вариант Р-7, испытанный в 1957 году

В начале 1957 года ракета, получившая обозначение Р-7, была готова к испытаниям. В апреле этого же года был подготовлен и стартовый комплекс. Первый старт, назначенный на 19:00 московского времени 15 мая, оказался неудачным — почти сразу после прохождения команды на запуск двигательной установки в хвостовом отсеке одного из боковых блоков возник пожар. После 98 секунд управляемого полёта из-за потери тяги произошло отделение этого блока, и последовала команда на выключение двигателей.
Намеченный на 11 июня 1957 года следующий запуск «семёрки» не состоялся по причине неисправности двигателей центрального блока. Несколько попыток запуска двигателей потерпели неудачу, автоматика выдавала команду на аварийное отключение. Было принято решение слить топливо и снять ракету со стартовой позиции. Специалистам под руководством ведущего конструктора Д. И. Козлова потребовался месяц упорной и кропотливой работы, чтобы устранить причины выявленных неполадок при подготовке к старту следующего экземпляра ракеты. 12 июля ракета взлетела, но через несколько десятков секунд полёта она стала отклоняться от заданной траектории, и чуть позже её пришлось подорвать. Как потом удалось выяснить, причиной послужило нарушение с 32-й секунды управления ракетой по каналам вращения и тангажа.
Первая серия испытаний показала наличие серьёзных недостатков в конструкции Р-7. При анализе данных телеметрии было установлено, что в определённый момент при опорожнении баков горючего возникали колебания давления в расходных магистралях, которые приводили к повышенным динамическим нагрузкам и, в конечном счёте, к разрушению конструкции.
Стартовавшая 21 августа 1957 года в 15:25 МСК на научно-исследовательском полигоне № 5 МО СССР ракета полностью выполнила намеченный план полёта, головная часть достигла полигона на Камчатке. 27 августа в советских газетах появилось сообщение ТАСС об успешном испытании в СССР сверхдальней многоступенчатой ракеты. В действительности испытание выявило некоторые проблемы:

Оставшиеся [ Воскресенский, Мишин, Юрасов, Калашников и Охапкин ] рассказали [в период болезни Чертока, на который пришёлся запуск], что в этом победном пуске головную часть на Камчатке не нашли. Никаких следов падения, как ни искали, не обнаружили. По всем признакам, головка сгорела и рассыпалась в плотных слоях [атмосферы], совсем близко от Земли. Телеметрическая связь была потеряна за 15-20 секунд до расчётного времени достижения поверхности Земли.
…
[Со слов Игоря Юрасова] сразу после отделения головной части зафиксировано её соударение с корпусом центрального блока. — Борис Черток, «Ракеты и люди. Фили—Подлипки—Тюратам», Глава 3.
Из воспоминаний Леонида Слабкого:

Анализ упавших элементов конструкции головной части позволил установить, что разрушение началось с наконечника головной части, и одновременно уточнить величины уноса её теплозащитного покрытия. Это позволило доработать документацию на головную часть, уточнить компоновку, конструкторские и прочностные расчёты и изготовить её в кратчайшие сроки для очередного пуска. — В. Е. Гудилин, Л. И. Слабкий, «Ракетно-космические системы (История. Развитие. Перспективы)», Глава 2.
4 октября и 3 ноября этого же года в Советском Союзе при помощи ракеты-носителя Спутник, выполненной на базе Р-7, были запущены первые искусственные спутники Земли.

## Создание ядерной боеголовки для Р-7
Первоначально МБР Р-7 предполагалось оснастить термоядерным зарядом типа РДС-6с мощностью 1,5 Мт и весом 3,4 т. Однако в результате проведённых в ноябре 1955 г. испытаний водородной бомбы, построенной на новом принципе обжатия, выявилась возможность создания для ракеты Р-7 заряда мощностью около 2 Мт и весом 2,9 т, снижение веса позволяло увеличить дальность полёта ракеты Р-7 на 200—300 км. Согласно Постановлению ЦК КПСС и СМ СССР от 21 апреля 1956 г., был выбран этот вариант.
Заряд для ракеты Р-7 испытывался в корпусе авиабомбы на Новоземельском полигоне 6 октября 1957 г. Полученная мощность термоядерного заряда в 2,9 Мт превышала расчётную на 20 %.
В процессе разработки конструкции головной части (ГЧ) ракеты Р-7 были проведены лётно-конструкторские испытания с целью определения состояния её конструкции, температурного воздействия на неё, перемещений и деформации узлов в условиях действия реальных перегрузок и температур при полёте ГЧ. Лётные испытания показали сохранность целостности конструкции ГЧ и заряда; величины перегрузок, температурных воздействий и перемещений узлов конструкции находились в пределах допустимых значений. В целом это позволило сделать вывод о высокой надёжности ГЧ ракеты Р-7 .

## Конструкция
Р-7 разработана ОКБ-1 под руководством главного конструктора Сергея Павловича Королёва. Главный проектировщик: Сергей Сергеевич Крюков. Она была спроектирована по «пакетной» схеме. Первая ступень состоит из четырёх боковых блоков, каждый длиной 19 м и наибольшим диаметром 3 м. Они расположены симметрично вокруг центрального блока (вторая ступень) и соединены с ним верхним и нижним поясами силовых связей. Конструкция блоков одинакова. Блок состоит из опорного конуса, топливных баков, силового кольца, хвостового отсека и двигательной установки. На всех блоках стояли ЖРД РД-107 с насосной подачей компонентов топлива. Двигатель был выполнен по открытой схеме и состоял из шести камер сгорания. При этом две из них использовались как рулевые. ЖРД развивал тягу 78 т у земли.
Вторая ступень (центральный блок) ракеты состояла из приборного отсека, баков для окислителя и горючего, силового кольца, хвостового отсека, маршевого двигателя и четырёх рулевых агрегатов. На ней устанавливался ЖРД РД-108, аналогичный по конструкции с РД-107, но имевший 4 рулевые камеры. Он развивал тягу 71 тонн у земли, включался одновременно с двигателями первой ступени (ещё на старте) и работал, соответственно, дольше чем ЖРД первой ступени.
Запуск всех двигателей обеих ступеней на старте осуществлялся по той причине, что в то время у разработчиков ракеты не было уверенности в возможности надёжного зажигания двигателей второй ступени на большой высоте. С аналогичной проблемой столкнулись американские ракетостроители, создавая в это же время МБР «Атлас».
Все двигатели использовали двухкомпонентное топливо: окислитель — жидкий кислород, горючее — керосин Т-1. Для привода турбонасосных агрегатов ракетных двигателей применялся горячий газ, образующийся в газогенераторе при каталитическом разложении перекиси водорода, а для наддува баков — сжатый азот. Для достижения необходимой дальности полёта установили автоматическую систему регулирования режимов работы двигателей и систему синхронного опорожнения баков (СОБ), что позволило сократить гарантийный запас топлива. Конструктивно-компоновочная схема Р-7 обеспечивала запуск всех двигателей при старте (в том числе ДУ центрального блока) с помощью специальных пирозажигательных устройств, установленных в каждую из 32 камер сгорания.
Маршевые ЖРД ракеты имели для своего времени высокие энергетические и массовые характеристики, а также высокую надёжность.
У Р-7 была комбинированная система управления. Автономная подсистема обеспечивала угловую стабилизацию и стабилизацию центра масс на активном участке траектории. Радиотехническая подсистема осуществляла коррекцию бокового движения центра масс в конце активного участка траектории и выдачу команды на выключение двигателей. Исполнительными органами системы управления были поворотные камеры рулевых двигателей и воздушные рули.
Для радиокоррекции были построены два пункта управления (основной и зеркальный), удалённых на 276 км от стартовой позиции и на 552 км друг от друга. Измерение параметров движения Р-7 и передача команд управления ракетой осуществлялась импульсной многоканальной линией связи. Она работала в 3-сантиметровом диапазоне волн кодированными сигналами. Специальное счётно-решающее устройство, находившееся на главном пункте, позволяло совершать управление по дальности полёта, оно давало команду выключения двигателя второй ступени при достижении заданной скорости и координат.
После успешных пусков 8К71 как баллистической ракеты она была использована в 1957 году для запуска первых в мире искусственных спутников Земли. С тех пор ракеты-носители семейства Р-7 активно применяются для запуска космических аппаратов различного назначения, а с 1961 года эти ракеты-носители широко используются в пилотируемой космонавтике.
На основе Р-7 было создано целое семейство ракет-носителей. С 1957 по 2000 год выполнены запуски более 1800 ракет-носителей на базе Р-7, из них более 97 % стали успешными.
Разработку и выпуск первых экземпляров ракеты осуществило в 1956—1957 годах подмосковное предприятие ОКБ-1.
С 1958 года и по настоящее время все ракеты семейства Р-7 производит ЦСКБ-Прогресс, город Самара.
Глава НАСА Чарльз Болден признал российскую ракету-носитель «Союз» и одноимённый пилотируемый космический корабль самыми надёжными в мире.

## Испытания
К 1956 году было изготовлено по два комплекта блоков А (центрального) и Б (одного из боковых) для стендовых испытаний и три макетных образца для наземной отработки. Одновременно был изготовлен первый летный образец, заводские контрольные испытания которого состоялись в филиале № 2 НИИ-88 (впоследствии НИИ-229), вследствие неготовности заводской контрольно-испытательной станции. Первый летный образец ракеты Р-7 в конце 1956 года отправили на полигон.
Во второй половине 1956 года было принято решение подключить к серийному изготовлению ракеты Р-7 Куйбышевский авиационный завод «Прогресс». Первые ракеты на заводе «Прогресс» собирались из деталей и узлов, изготовленных на заводе НИИ-88. Впоследствии при заводе «Прогресс» организовали филиал ОКБ-1 во главе с заместителем Главного конструктора Д. И. Козловым.
Комплексная программа испытаний состояла из следующих этапов:
- На ракете Р-5р вместо головной части установили контейнер с бортовой аппаратурой системы радиоуправления полетом ракеты Р-7. С 31 мая по 15 июня 1956 года было осуществлено три успешных пуска ракеты Р-5р.
- На ракете М5РД на Главном центральном полигоне (ГЦП) в два этапа по пять пусков каждый испытали в реальных условиях полета системы регулирования ракеты Р-7: систему одновременного опорожнения баков центрального блока, систему регулирования воображаемой скорости, система нормальной и боковой стабилизации, телеметрической системы «Трал» и системы контроля «Факел».  Первый этап пусков с 16 февраля по 23 марта 1956 года, второй этап — с 20 июля по 18 августа 1956 года. Испытания были успешными.
- На Ленинградском металлическом заводе (ЛМЗ), где были бетонированные колодцы диаметром 19 м, предназначенные для изготовления орудийных башен, и два 300-тонных подъемных крана, которые позволяли поднимать заправленную ракету, испытали безударный выход ракеты из стартовой системы.

Испытание осуществляли с макетно-технологическим образцом ракеты Р7-СН, баки которого заправляли водой с антикоррозийной присадкой. Для этого ракета устанавливалась в отлаженную пусковую установку «Тюльпан», заправлялась до стартовой массы и поднималась для имитации взлета двумя кранами на специальной траверсе, закрепленной за силовые головки боковых блоков. При этом измерялись скорость движения и углы элементов пусковой установки, которые отходили от ракеты, опорных ферм, кабель-мачты и тому подобное. Пересчетом опытных данных, несмотря на недостаточно полную имитацию старта (разница в скоростях выхода ракеты с пускового устройства и другие параметры), было получено заключение о безударном выходе ракеты с пускового устройства при реальном запуске.
Испытания проходили с июня по сентябрь 1956 года, после чего пусковую установку и ракету Р7-СН разобрали для отправки на полигон для монтажа и настройки технического и стартового комплексов. В начале декабря 1956 года ракета Р7-СН прибыла на полигон.
- Огневые испытания ракетных блоков и ракеты в целом происходили с июля 1956 года до марта 1957 года на стендовой базе филиала № 2 НИИ-88, построенной специально для испытания ракеты Р-7.

Состоялось пять огневых испытаний трех боковых блоков (15 августа, 1 и 24 сентября, 11 октября и 3 декабря 1956 года), три испытания центрального блока (27 декабря 1956 года  блок 2ЦС, 10 и 26 января 1957года  блок 1ЦС) и огневые испытания двух собранных в «пакет» ракет (20 февраля «пакет» 2С, 30 марта 1957 года «пакет» 4СЛ — летный вариант).
Огневые испытания трех боковых блоков состоялись удовлетворительно. Движущие установки запускались в соответствии с установленной циклограммой. При подготовке к огневым испытаниям первого центрального блока после заправки кислородом произошла авария: из-за гидроудара разрушилась туннельная труба подачи кислорода в двигатель и весь кислород вытек. Причиной аварии стал перегрев жидкого кислорода в туннельной трубе из-за ее большой длины. Для устранения этого недостатка ввели постоянное протекание кислорода из нижней точки трубопровода на выброс, который впоследствии заменили системой циркуляции. После ремонтно-восстановительных работ испытания продолжились и дали положительные результаты. Первое испытание ракеты длилось 20 сек. благодаря уменьшению заправки компонентами топлива. В следующих испытаниях продолжительность работы двигательных установок всех блоков соответствовала продолжительности их работы при полете, а бортовой системой управления полетом осуществлялись отклонения рулевых камер на максимальные углы.
Параллельно с огневыми испытаниями на специальном стенде отрабатывали отстыковку наземных коммуникаций и технологию обслуживания хвостовых отсеков ракеты на старте, по результатам которых скорректировали эксплуатационную документацию.
- В филиале № 2 НИИ-88 проверили работу всех механизмов кабины обслуживания, методики ее проведения и отведения в нишу, а также проверили возможности и удобства обслуживания хвостовых отсеков ракеты с площадок кабины. Для этого собрали специальную установку, которая состояла из реальной кабины обслуживания и макетов хвостовых частей блоков ракеты. Во время испытаний кабина многократно выдвигалась из ниши, поднимались ее площадки, раскладывались и присоединялись к хвостовым отсекам ракеты заправочные шланги, а также сборка и эвакуация кабины в нишу. После окончания испытаний кабину отправили на полигон для монтажа на стартовой системе.
- На специальной установке в филиале № 2 НИИ-88 испытали систему отделения боковых блоков ракеты от центрального для определения реальных характеристик и параметров системы разделения блоков. Результаты измерений показали, что система разделения функционирует нормально и ее параметры не превышают проектных значений.
- Испытали технологию подготовки ракеты к запуску и взаимодействие служб полигона.

В декабре 1956 года на полигон доставили первую ракету Р-7-СН для наладочных работ. Испытания осуществлялись с декабря 1956 года по февраль 1957 года В рамках испытаний была произведена сборка ракеты,  проверку герметичности всех магистралей ракеты,  транспортирование ракеты, подъем в вертикальное положение и установку на пусковое устройство, выполнении всех предстартовых операций, залив и слив всех компонентов топлива.
В марте 1957 года на техническую позицию полигона доставили первую ракету Р-7 (№ 5) для летно-конструкторских испытаний (ЛКВ). 5 мая 1957 года ракету вывезли на стартовую позицию. Работы по подготовке ракеты к пуску на стартовой позиции, учитывая новизну и ответственность, затянулись на несколько дней, в частности заправка ракеты компонентами топлива предусматривалась на восьмой день.
Первый запуск состоялся 15 мая 1957 года в 19 часов 01 минуты по московскому времени. По визуальным наблюдениям полет проходил нормально до 60-й секунды, затем в хвостовом отсеке заметили изменения в пламени газов, которые вытекают из двигателей. Обработка телеметрической информации показала, что на 98-й секунде полета отвалился боковой блок Д и ракета потеряла устойчивость. Причиной аварии была негерметичность топливной магистрали горючего. Во время запуска были получены данные о динамике старта и управляемого полета 1 ступени.
Второй запуск, назначенный на 11 июня 1957 года, не состоялся, несмотря на три попытки: при первых двух попытках из-за примерзания главного кислородного клапана блока В, на третьей попытке аварийно отключились движущие установки на режиме предварительной ступени из-за ошибки, допущенной на технической позиции при установке клапана азотной продувки магистрали окислителя центрального блока. Ракету сняли с пускового устройства и вернули на техническую позицию.
Третий запуск состоялся 12 июля 1957 года в 15:53. На 33-й секунде полета ракета потеряла устойчивость. Причиной аварии было замыкание на корпус цепей управляющего сигнала.
Четвертый запуск 21 августа 1957 года в 15:25 состоялся успешно и ракета впервые достигла района цели. Во время запуска головная часть разрушилась в плотных слоях атмосферы на нисходящем участке траектории, экспериментальных данных о причинах этого разрушения не было, поскольку телеметрические записи прекратились за 15-20 секунд до падения головной части. Анализ элементов конструкции головной части, которые упали, позволил установить, что разрушение началось с наконечника головной части. Это позволило доработать документацию на головную часть, уточнить компоновку, расчеты конструкции и прочности, и изготовить ее в кратчайшие сроки для очередного запуска.
В средствах массовой информации 27 августа 1957 года опубликовали сообщение ТАСС, что в Советском Союзе испытали межконтинентальную баллистическую ракету.
Пятый запуск ракеты Р-7 7 сентября 1957 года преимущественно подтвердил результаты предыдущего запуска.
Положительные результаты полета ракет на активной части траектории позволили использовать их для запуска первых двух искусственных спутников Земли. Их носителями были ракеты № 1ОС и 2ПС (две ракеты из двенадцати, предназначенных для ЛКВ), которые доработали с учетом требуемых задач и опыта летного отработки. Вывод двух первых искусственных спутников Земли был успешным.

## Принятие на вооружение
Для базирования этих ракет, в 1957 году, было принято решение о строительстве боевой стартовой станции (объект «Ангара») в районе посёлка Плесецк (Архангельская область). В результате длительных доработок стартового комплекса и его высокой стоимости, официальное принятие ракеты на вооружение сильно затянулось. 15 декабря 1959 года первая боевая стартовая станция заступила на боевое дежурство, через два дня постановлением Правительства СССР был создан новый вид вооружённых сил (войск) — Ракетные войска стратегического назначения.
Постановлением ЦК КПСС и Совета Министров СССР № 192—20 от 20 января 1960 года МБР Р-7 была принята на вооружение. 16 июля 1960 года впервые в Вооружённых Силах было проведено два учебно-боевых пуска ракеты серийного производства со стартовой позиции. Перед стартом ракету доставляли с технической позиции на железнодорожном транспортно-установочном лафете и устанавливали на массивное пусковое устройство. Весь процесс предстартовой подготовки длился более двух часов.
Ракетный комплекс получился громоздким, уязвимым, очень дорогим и сложным в эксплуатации. К тому же в заправленном состоянии ракета могла находиться не более 30 суток. Для создания и пополнения необходимого запаса кислорода для развёрнутых ракет нужен был целый завод. Комплекс имел низкую боевую готовность. Недостаточной была и точность стрельбы. Ракета данного типа не годилась для массового развёртывания. Всего было построено четыре стартовых сооружения.
12 сентября 1960 года на вооружение была принята МБР Р-7А. Она имела несколько бо́льшую по размерам вторую ступень, что позволило увеличить на 500 км дальность стрельбы, новую головную часть и упрощённую систему радиоуправления. Но добиться заметного улучшения боевых и эксплуатационных характеристик не удалось. Очень быстро стало ясно, что Р-7 и её модификация не могут быть поставлены на боевое дежурство в массовом количестве. К моменту возникновения Карибского кризиса РВСН располагали всего несколькими десятками ракет Р-7 и Р-7А и лишь пятью готовыми пусковыми площадками; к концу 1968 года обе эти ракеты сняли с вооружения.

## Семейство ракет-носителей, созданных на базе Р-7

Ракеты-носители на базе Р-7

Удачность и, как следствие, надёжность конструкции и очень большая для МБР мощность позволила использовать Р-7 в качестве ракеты-носителя. В процессе эксплуатации Р-7 в качестве РН выявлялись недостатки и производилась её модернизация для повышения выводимой полезной нагрузки, надёжности, увеличения спектра решаемых ею задач, что привело к появлению целого семейства ракет-носителей.
Ракеты-носители именно данного семейства открыли человеку космическую эру, ими, среди всего прочего, были осуществлены:
- Вывод на орбиту Земли первого искусственного спутника.
- Вывод на орбиту Земли первого спутника с живым существом на борту.
- Вывод на орбиту Земли первого корабля с человеком на борту.
- Вывод станции Луна-9, выполнившей первую мягкую посадку на Луну.[7]

## Ракеты-памятники
Имеются памятные монументы, представляющие собой полноразмерный макет ракеты P-7, установленный на пьедестале:
- Москва — на территории ВДНХ в 1969 году (макет, изготовленный для показа на парижском авиасалоне в Ле-Бурже в 1967 году).
- Королёв — на территории РКК «Энергия».
- Калуга — монумент с дублирующей копией ракеты-носителя «Восток-1», построенной на основе ракеты P-7, открыт 21 июня 1973 года на территории первого в мире и крупнейшего в России музея космической тематики Государственного музея истории космонавтики имени К. Э. Циолковского.
- Ленинск (ныне Байконур) — создан в 1981 году в честь 20-летия первого полёта человека в космос.
- Самара — Памятный комплекс ракеты-носителя «Союз», создан в 2001 году к 40-летнему юбилею первого полёта человека в космос; 12 апреля 2007 года в основании монумента открыт музей «Самара космическая».

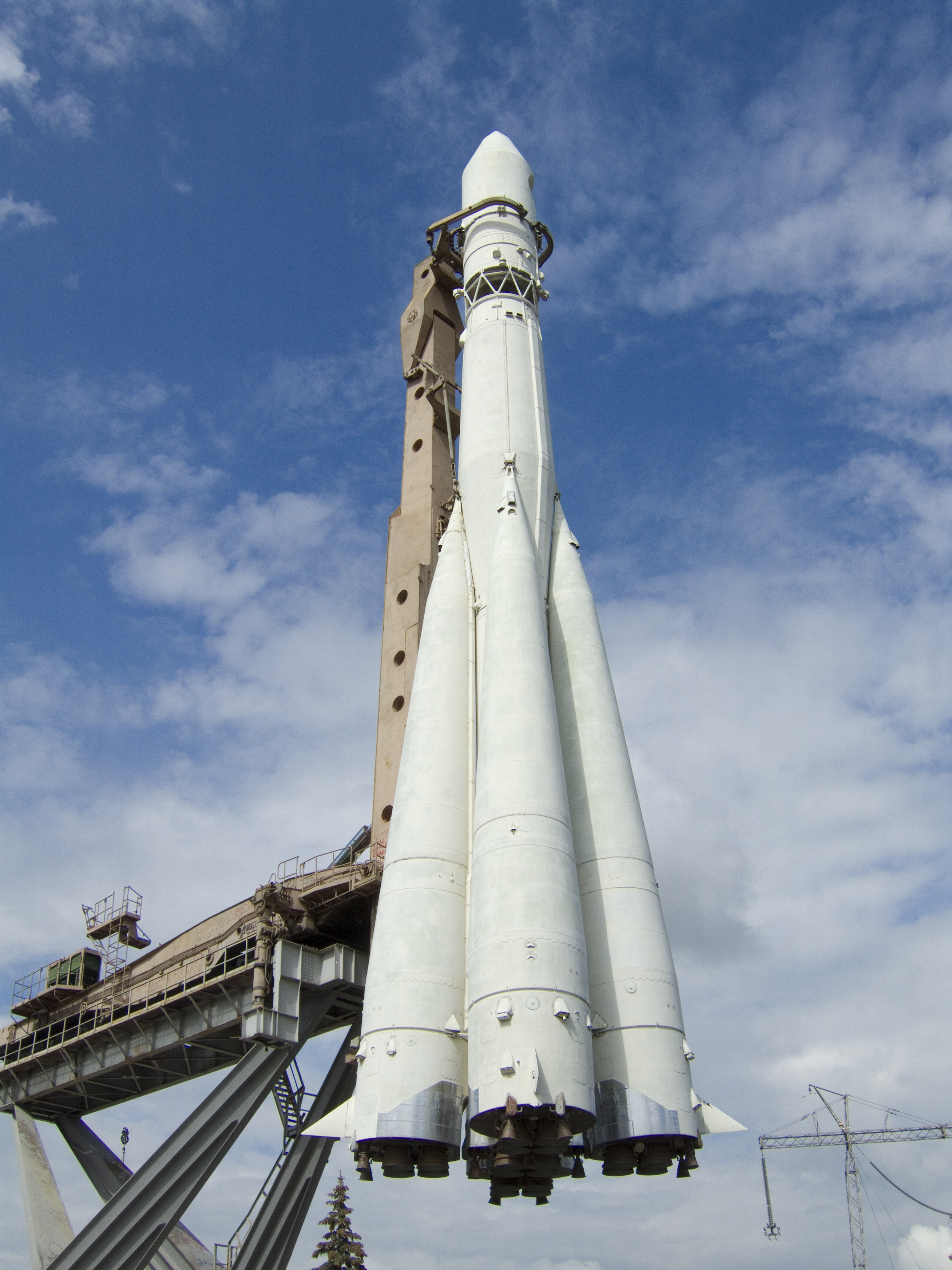
Макет ракеты-носителя «Восток» в Москве на территории ВДНХ.
Монумент «Ракета-носитель „Союз“» в городе Байконур
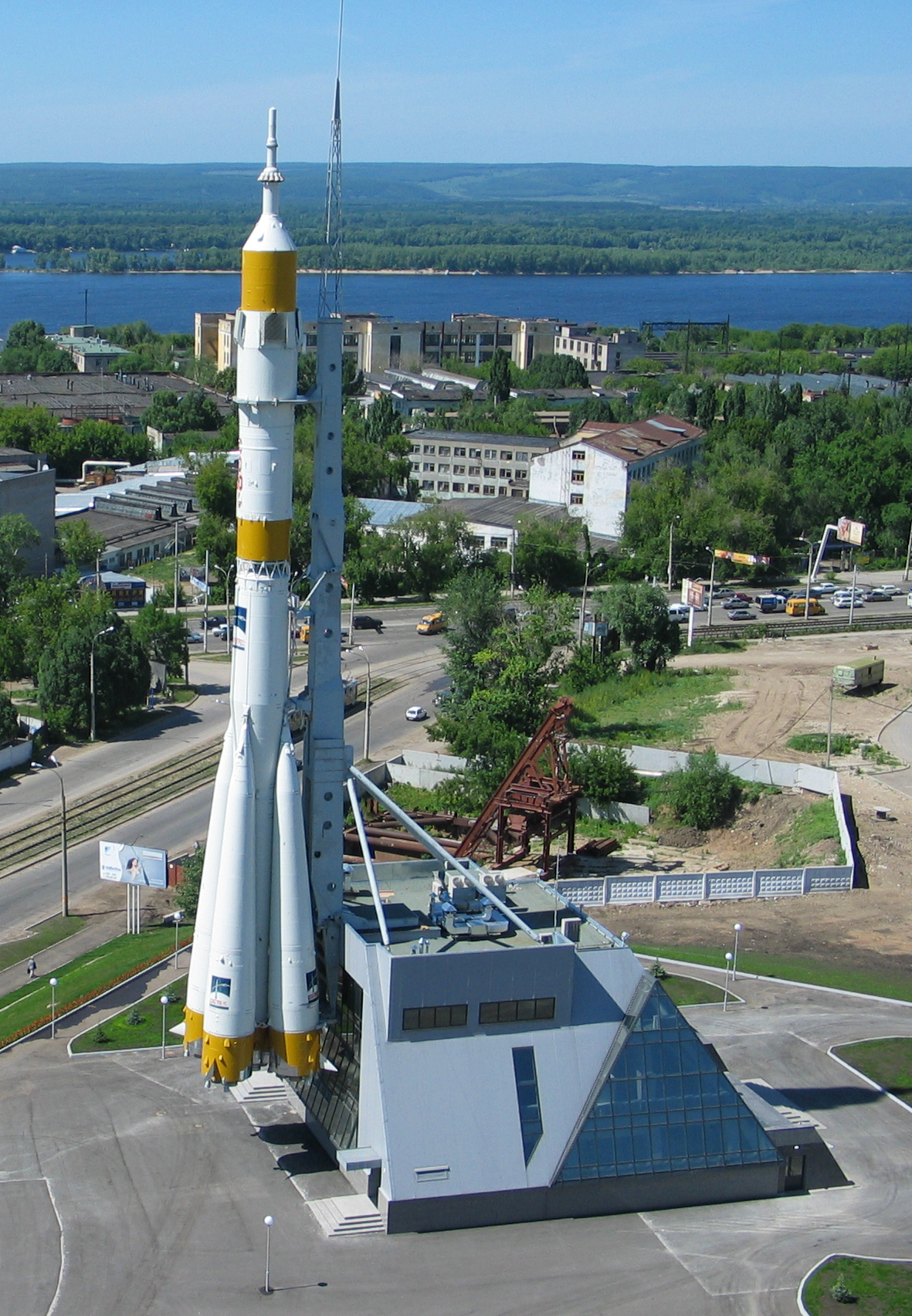
Монумент ракета-носитель «Союз» музея «Самара Космическая» им. Д.И. Козлова в Самаре
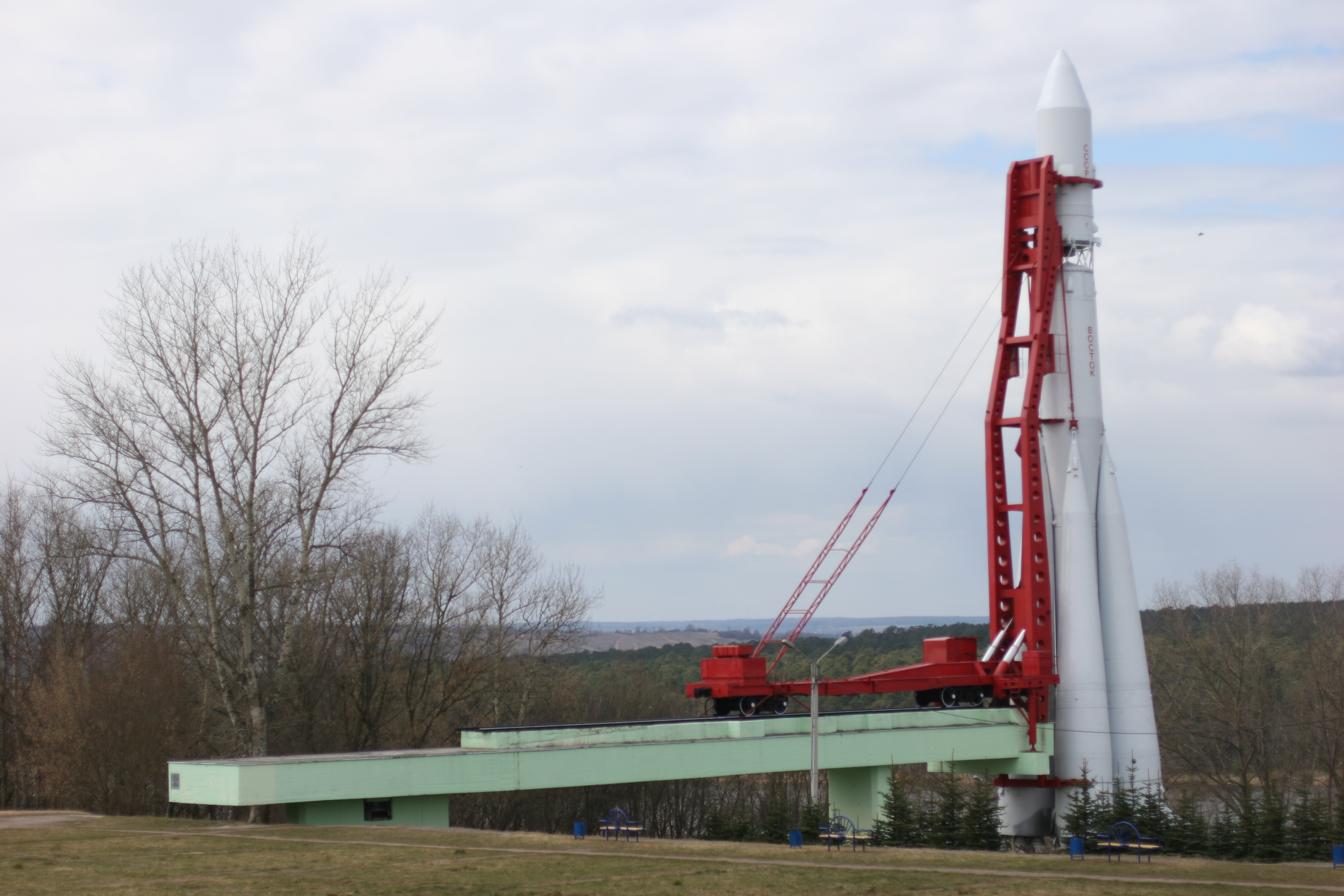
Дублирующая копия (не макет)[8] гагаринского «Восток-1». Экспонируется на территории музея космонавтики в Калуге